# 大景莊園 (科羅拉多州)
大景莊園（英語：Grand View Estates）是位於美國科羅拉多州道格拉斯縣的一個人口普查指定地區。

## 地理
大景莊園的座標為39°32′37″N 104°49′19″W / 39.54361°N 104.82194°W，而該地最高點為海拔高度1772米（即5814英尺）。

## 人口
根據2010年美國人口普查的數據，大景莊園的面積為2.2平方千米，均為陸地。當地共有人口528人，而人口密度為每平方千米240人。